# Gurgaon
Gurgaon är en snabbt växande stad i den indiska delstaten Haryana. Den är belägen cirka 30 kilometer sydväst om Delhi och hade nästan 900 000 invånare vid folkräkningen 2011. Gurgaon är administrativ huvudort för ett distrikt med samma namn.